# Norðausturkjördæmi
Il distretto elettorale Nord-Est è uno dei sei distretti elettorali  dell'Islanda. Il capoluogo è Akureyri. Ha 10 rappresentanti nell'Alþingi.
Il distretto elettorale è stato istituito come Norðurland eystra (in islandese: Norðurland eystra) nel 1959 in seguito all'estensione a livello nazionale della rappresentanza proporzionale per le elezioni all'Althing. È stato ribattezzato Nord-est nel 2003 quando la maggior parte del distretto elettorale Austurland è stato fuso con il distretto elettorale Norðurland eystra in seguito alla riorganizzazione dei distretti elettorali in tutta l'Islanda. Nord-est è costituito dalle regioni dell'Austurland e del Norðurland eystra. Il distretto elettorale attualmente elegge nove dei 63 membri dell'Althing utilizzando il sistema elettorale a rappresentanza proporzionale a lista aperta di partito. Alle elezioni parlamentari del 2021 aveva 29.847 elettori registrati.

## Sistema elettorale
Il distretto elettorale Nord-est, attualmente, elegge nove dei 63 membri dell'Althing utilizzando il sistema elettorale a rappresentanza proporzionale a lista di partito aperta. I seggi elettorali sono assegnati utilizzando il metodo D'Hondt. I seggi compensativi (equalisation seas) sono calcolati in base al voto nazionale e sono assegnati utilizzando il metodo D'Hondt a livello di distretto elettorale. Concorrono per i seggi compensativi solo i partiti che raggiungono la soglia nazionale del 5%.

## Sottodivisioni
Il distretto elettorale comprende 2 regioni e 20 comuni.
- Regioni: Austurland (eccetto il comune di Hornafjörður) e Norðurland eystra.

- Il distretto elettorale Nord-Est con i propri territori delle cappe di ghiaccio

- Comuni: Akureyri, Borgarfjarð, Dalvík, Djúpivogur, Eyjafjarðarsveit, Fjallabyggd, Fjardabyggd, Fljótsdalshérað, Fljótsdalur, Grýtubakki, Hörgársveit, Langanesbyggð, Norðurþing, Seyðisfjörður, Skútustaðir, Svalbarðshreppur, Svalbarðsströnd, Þingeyjarsveit, Tjörnese e Vopnafjörður.